# Michael Marx
Michael Marx (Hamburgo, 7 de febrero de 1960) es un deportista alemán que compitió para la RFA en ciclismo en la modalidad de pista, especialista en la prueba de persecución por equipos.
Participó en los Juegos Olímpicos de Los Ángeles 1984, obteniendo una medalla de bronce en la prueba de persecución por equipos (junto con Reinhard Alber, Rolf Gölz y Roland Günther).
Ganó dos medallas en el Campeonato Mundial de Ciclismo en Pista, oro en 1983 y plata en 1982.

## Medallero internacional
| Juegos Olímpicos   | Juegos Olímpicos             | Juegos Olímpicos  | Juegos Olímpicos            |
| Año                | Lugar                        | Medalla           | Competición                 |
| ------------------ | ---------------------------- | ----------------- | --------------------------- |
| 1984               | Los Ángeles (Estados Unidos) | Medalla de bronce | Persecución por equipos     |
| Campeonato Mundial |                              |                   |                             |
| Año                | Lugar                        | Medalla           | Competición                 |
| 1982               | Leicester (Reino Unido)      | Medalla de plata  | Persecución por equipos (A) |
| 1983               | Zúrich (Suiza)               | Medalla de oro    | Persecución por equipos (A) |